# Klub Maksima Shatskix
Klub Maksima Shatskix – potoczna nazwa grupy piłkarzy obcokrajowców, którzy podczas swojej kariery strzelili minimum czterdzieści goli w rozgrywkach Ukraińskiej Premier Ligi, Pucharu Ukrainy, europejskich Pucharów w składzie klubów Ukraińskiej Premier Ligi. Maksim Shatskix pierwszy osiągnął ten cel.

## Regulamin
Liczone są bramki piłkarzy obcokrajowców, strzelone w następujących meczach:
- MU - gole w Ukraińskiej Premier Lidze.
- PU - gole w rozgrywkach Pucharu Ukrainy i Superpucharu Ukrainy w składzie klubów Ukraińskiej Premier Ligi.
- EP - gole w rozgrywkach Ligi Mistrzów, Pucharu UEFA, Superpucharu UEFA, Pucharu Zdobywców Pucharu oraz Pucharu Intertoto w składzie klubów Ukraińskiej Premier Ligi.

## Członkowie klubu
stan na 30 kwietnia 2010:
| #  | Kraj       | Imię i nazwisko piłkarza                                                                           | Razem | MU  | PU | EP |
| 1  | Uzbekistan | Maksim Shatskix Dynamo Kijów                                                                       | 146   | 101 | 22 | 23 |
| 2  | Brazylia   | Brandão Szachtar Donieck                                                                           | 91    | 65  | 11 | 15 |
| 3  | Brazylia   | Diogo Rincón Dynamo Kijów                                                                          | 71    | 46  | 13 | 12 |
| 4  | Gruzja     | Wasil Gigiadze Tawrija Symferopol, Krywbas Krzywy Róg, Naftowyk-Ukrnafta Ochtyrka                  | 70    | 57  | 10 | 3  |
| 5  | Białoruś   | Walancin Bialkiewicz Dynamo Kijów                                                                  | 69    | 51  | 9  | 9  |
| 6  | Gruzja     | Giorgi Demetradze Dynamo Kijów, Metałurh Donieck, Arsenał Kijów                                    | 63    | 52  | 8  | 3  |
| 7  | Gruzja     | Awtandil Kapanadze Temp Szepietówka, Nywa Tarnopol                                                 | 63    | 57  | 6  | 0  |
| 8  | Nigeria    | Julius Aghahowa Szachtar Donieck                                                                   | 54    | 34  | 10 | 10 |
| 9  | Brazylia   | Jádson Szachtar Donieck                                                                            | 52    | 33  | 5  | 14 |
| 10 | Rosja      | Andriej Fied´kow Kremiń Krzemieńczuk, Szachtar Donieck                                             | 48    | 39  | 9  | 0  |
| 11 | Nigeria    | Emmanuel Okoduwa Worskła Połtawa, Arsenał Kijów, Szachtar Donieck, Metałurh Donieck, Dynamo Kijów  | 47    | 37  | 10 | 0  |
| 12 | Gruzja     | Micheil Pocchweria Zoria-MAŁS Ługańsk, Metałurh Zaporoże, Szachtar Donieck, Dnipro Dniepropetrowsk | 45    | 40  | 4  | 1  |
| 13 | Gruzja     | Tariel Kapanadze Temp Szepietówka, Nywa Tarnopol                                                   | 43    | 36  | 7  | 0  |
| 14 | Rumunia    | Florin Cernat Dynamo Kijów                                                                         | 41    | 28  | 7  | 6  |
| 15 | Rosja      | Andriej Diemczenko Torpedo Zaporoże, Metałurh Zaporoże                                             | 41    | 35  | 6  | 0  |
| 16 | Nigeria    | Lucky Idahor Dynamo Kijów, Worskła Połtawa, Karpaty Lwów, Tawrija Symferopol                       | 41    | 34  | 5  | 2  |
| 17 | Rumunia    | Tiberiu Ghioane Dynamo Kijów                                                                       | 41    | 32  | 7  | 2  |
| 18 | Gwinea     | Ismaël Bangoura Dynamo Kijów                                                                       | 40    | 28  | 3  | 9  |

* Czcionką pogrubioną zaznaczone piłkarze, którzy nadal grają
* Przekreśleniem zaznaczone kluby, w których nie zalicza się bramki
A oto najbliżsi kandydaci do Klubu Maksima Shatskix:
- Fernandinho - 38 goli.
- Jaja - 36 goli.
- Edmar - 34 goli.
- Batista - 32 goli.
- Luiz Adriano - 31 goli.
- Mariusz Lewandowski - 30 goli.